# Babes
Babes — канадская порнографическая киностудия и одноименный сайт Babes.com, одна из крупных студий в составе MindGeek. Студия специализируется на производстве фильмов в жанре гламкор-порнографии (англ. glamcore, сокращение от glamour hardcore — гламурный хардкор).

## История
Студия была основана в июне 2012 года компанией Manwin, которая позднее была переименована в MindGeek. Гламкор, в жанре которого работает студия, обычно имеет эстетически привлекательную модель: съёмка фильма включает в себя естественное освещение и высокую чёткость изображения, что отличает его от традиционных порнофильмов. Babes занимает третье место по популярности в сети порносайтов MindGeek. Дистрибуцией фильмов студии занимается Pulse Distribution.
В январе 2014 года студия выигрывает премию XBIZ Award в категории «Гламкор-сайт года». Через пять лет студия выигрывает вторую премию XBIZ, на этот раз в категории «Эротический сайт года».

## Статистика
По данным Alexa Internet на март 2019 года, сайт Babes.com имеет глобальный рейтинг 25 248.

## Дочерние сайты
В настоящее время Babes управляет пятью различающихся по тематике сайтами.
- Babes Unleashed
- Black Is Better
- Elegant Anal
- Office Obsession
- Step Mom Lessons

## Награды и номинации
| Год  | Награда           | Результат | Категория                            |
| ---- | ----------------- | --------- | ------------------------------------ |
| 2012 | YNOT Award        | Номинация | Лучший новый бренд                   |
| 2012 | YNOT Award        | Номинация | Лучший новый порносайт               |
| 2013 | AVN Award         | Номинация | Лучший веб-сайт с членской подпиской |
| 2013 | RISE Award        | Номинация | Лучший новый сайт                    |
| 2013 | XBIZ Award        | Номинация | Гламкор-сайт года                    |
| 2014 | AVN Award         | Номинация | Лучший гламурный веб-сайт            |
| 2014 | XBIZ Award        | Победа    | Гламкор-сайт года                    |
| 2015 | AVN Award         | Номинация | Лучший гламурный веб-сайт            |
| 2015 | AVN Award         | Номинация | Лучший новый бренд                   |
| 2015 | RISE Award        | Номинация | Любимец фанатов                      |
| 2015 | XBIZ Award        | Номинация | Порносайт года — эротический         |
| 2016 | XBIZ Award        | Номинация | Порносайт года — эротический         |
| 2017 | XBIZ Award        | Номинация | Порносайт года — эротический         |
| 2018 | XBIZ Award        | Номинация | Эротический сайт года                |
| 2019 | XBIZ Award        | Победа    | Эротический сайт года                |
| 2020 | XBIZ Award        | Номинация | Эротический сайт года                |
| 2020 | XBIZ Europa Award | Номинация | Эротический сайт года                |
| 2021 | XBIZ Award        | Номинация | Эротический сайт года                |
| 2022 | XBIZ Award        | Номинация | Эротический сайт года                |